# Astrid Hansen
Astrid Hansen, född 1933, död 21 augusti 2022, var en norsk orienterare som blev världsmästare i stafett 1968 och nordisk mästare i stafett 1963 och 1965.